# Ballroomtango

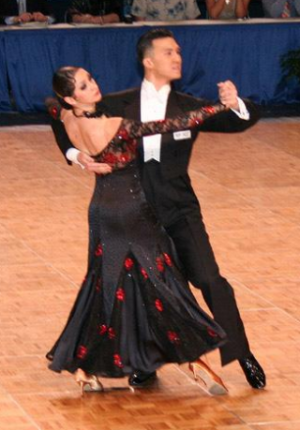
Ballroomtango

De ballroomtango is een stijl in tango behorende bij de ballroomdiscipline en afkomstig uit La Boca in Buenos Aires, Argentinië. De dans is afgeleid van de Argentijnse tango, maar de dansen verschillen zowel van karakter als van muziek.
De tango werd na zijn internationale doorbraak in de jaren twintig van de 20e eeuw minder sensueel en meer gestileerd gedanst. Na zijn introductie in meerdere Hollywoodfilms werd hij vooral in Frankrijk zeer populair omstreeks 1920. Zoals bij vele dansen werd hij onder Engelse invloed gestandaardiseerd tot een competitiedans.
Het is een van de vijf ballroom(standaard)dansen. De laatste jaren werd hij echter vooral onder invloed van Italiaanse wereldkampioenen ballroomdansen levendiger, sneller en sensueler en er is een hernieuwde inbreng vanuit de oorspronkelijke Argentijnse tango, terwijl deze laatste dan weer meer evolueert in de richting van de internationale stijl van de latindansen.
De ballroomtango wordt gedanst op muziek in tweekwartsmaat met bijaccenten.
De ballroomtango lijkt wel enigszins op de oorspronkelijke Argentijnse tango. In tegenstelling tot de oorspronkelijke tango bezit de muziek een "strikt tempo" van omstreeks 31 tot 33 maten per minuut. Daardoor is de dans wat vlakker en heeft deze een minder sensueel karakter. De strakke, staccato bewegingen, met name de hoofdacties van de dame, zijn kenmerkend voor de ballroomtango. De houding bij de tango is anders dan bij de andere ballroomdansen, omdat de dame haar linkerhand niet op de schouder van de heer heeft liggen, maar om zijn elleboog heen buigt en haar vingers hierbij tegen de ribbenkast van de heer aandrukt. De hand van de heer ligt niet achter aan de linkerschouder van de dame maar iets lager en meer in het midden van de rug. De tango wordt vlak gedanst met lichtgebogen knieën in tegenstelling met de andere standaarddansen waar het rijzen en dalen van het lichaam een grote rol speelt.